# Carrillo (Mondkrater)
Carrillo ist ein kleiner Einschlagkrater nahe dem östlichen Rand des Mondes am westlichen Ufer des Mare Smythii. In dieser Position ist der Krater lunaren Librationseffekten unterworfen und erscheint aufgrund optischer Verzerrungen stark oval.
Der Kraterrand ist annähernd kreisförmig, wobei der Wall im Westen mächtiger ist als im Osten.